# Campionato Catarinense
Il Campeonato Catarinense è il campionato di calcio dello stato di Santa Catarina, in Brasile. È organizzato dal 1924 dalla Federação Catarinense de Futebol (FCF).

## Stagione 2023
- Atlético Catarinense (São José)
- Avaí (Florianópolis)
- Barra-SC (Balneário Camboriú)
- Brusque (Brusque)
- Camboriú (Camboriú)
- Chapecoense (Chapecó)
- Criciúma (Criciúma)
- Concórdia (Concórdia)
- Figueirense (Florianópolis)
- Joinville (Joinville)
- Hercílio Luz (Tubarão)
- Marcílio Dias (Itajaí)

## Titoli per squadra
Le squadre contrassegnate da un asterisco (*) non sono più attive.
| Squadra                                | Città                | Titoli |
| -------------------------------------- | -------------------- | ------ |
| Avaí                                   | Florianópolis        | 19     |
| Figueirense                            | Florianópolis        | 18     |
| Joinville                              | Joinville            | 12     |
| Criciúma                               | Criciúma             | 12     |
| Chapecoense                            | Chapecó              | 7      |
| América *                              | Joinville            | 5      |
| Metropol *                             | Criciúma             | 5      |
| Caxias *                               | Joinville            | 3      |
| Carlos Renaux *                        | Brusque              | 2      |
| Olímpico *                             | Blumenau             | 2      |
| Hercílio Luz                           | Tubarão              | 2      |
| Brusque                                | Brusque              | 2      |
| Marcílio Dias                          | Itajaí               | 1      |
| Inter de Lages                         | Lages                | 1      |
| Ferroviário *                          | Tubarão              | 1      |
| Paula Ramos *                          | Florianópolis        | 1      |
| Paysandu *                             | Brusque              | 1      |
| Externato *                            | Florianópolis        | 1      |
| Lauro Müller *                         | Itajaí               | 1      |
| Atlético Catarinense (Florianópolis) * | Florianópolis        | 1      |
| CIP *                                  | Itajaí               | 1      |
| Ypiranga *                             | São Francisco do Sul | 1      |
| Operário *                             | Joinville            | 1      |
| Perdigão *                             | Videira              | 1      |
|                                        |                      |        |